# 페리 킹
페리 킹(Perry King, 1948년 4월 30일 ~ )은 미국의 배우이다.

## 출연 작품
- 어느 이혼녀의 고백
- 투모로우
- 스위치